# Smultronlövbagge
Smultronlövbagge (Galerucella tenella) är en bladbagge som är vanlig i hela norra Europa och som huvudsakligen lever på värdväxten älgört. Även närbesläktade Rosaceae växter, till exempel kråkklöver, hallon, åkerbär, och stenbär betas, särskilt i anslutning till älgörtsbestånd. Smultronlövbaggen är även en viktig ohyra på jordgubbe.

## Livscykel
Smultronlövbaggen övervintrar som imago (vuxen). De första individerna brukar vanligtvis ses i mitten av maj. I imago-stadiet livnär den sig vanligtvis av älgörtsblad (eller jordgubbsblad). Parningen sätter igång omedelbart och äggläggningen startar i början av juni. Små vita ägg läggs ensamma eller i klumpar (vanligtvis 2-6 ägg per klump) på blad eller stjälkar. Efter ett par veckor kläcks äggen och larverna livnär sig på blad och blommor. Larvutvecklingen tar ca 15-30 dagar beroende på temperaturen. Förpuppning sker nere i jorden. Pupporna kläcks redan under sensommaren och de nya färdiga smultronlövbaggarna kryper ner i förnan för övervintring i slutet av september eller början av oktober.

## Fiender
En viktig fiende är parasitoiden Asecodes parviclava
  som tillhör ordningen steklar och som parasiterar små till medelstora G. tenella-larver. I norra Sverige är parasiteringsgraden vanligen mellan 30 och 100 % och varierar kraftigt mellan lokaler och år. Parasiterade larver mumifieras inte förrän i slutskedet av larvutvecklingen och vanligen kryper mellan 1 och 12 färdigutvecklade parasitoider ut ur mumien. Oftast övervintrar parasitoiderna som puppor inuti larv-mumien, men ibland utvecklas de till adulter redan samma sommar. 